# مایک ماسی
مایک ماسی (عربی: مايك ماسي؛ زادهٔ ۳۱ مارس ۱۹۸۲) خواننده، ترانه‌پرداز، آهنگساز، بازیگر، تهیه‌کننده موسیقی اهل لبنان است. وی از سال ۲۰۰۳ میلادی تاکنون مشغول فعالیت بوده‌است.